# Міжнародний консорціум журналістів-розслідувачів
Міжнародний консорціум журналістів-розслідувачів (МКЖР, англ. International Consortium of Investigative Journalists (ICIJ)) — незалежна міжнародна мережа журналістів-розслідувачів, яка базується у Вашингтоні. Створена 1997 року Центром за цілісність суспільства, в лютому 2017 року МКЖР створили як цілком незалежну організацію, яка включає понад 200 журналістів-слідчих і 100 медіа-організацій у понад 70-ти країнах, які спільно працюють над «такими питаннями як транскордонна злочинність, корупція та підзвітність влади». 2000 року МКЖР викрив контрабанду і ухилення від сплати податків багатонаціональними тютюновими компаніями, «синдикатами організованої злочинності; розслідував приватні військові картелі, азбестові компанії, і лобістів кліматичних змін, а також розпочав нові розслідування, оприлюднивши деталі військових контрактів в Іраку та Афганістані».
Панамські документи стали співпрацею понад 100 медіа-партнерів, зокрема членів Проєкту з розслідування організованої злочинності та корупції (OCCRP) з журналістами, які працювали над цими даними. Частковий реліз вийшов 3 квітня 2016 року, він привернув увагу світових ЗМІ. Набір 11,5 мільйонів конфіденційних фінансових та юридичних документів юридичної фірми Mossack Fonseca з Панами, містив детальну інформацію про більш ніж 14 тис. клієнтів і понад 214 тис. офшорних підприємств, включаючи особистості акціонерів та директорів, зокрема зазначених осіб та глав держав — державних чиновників, близьких родичів та наближених соратників різних глав урядів з понад 40 інших країн. Німецька газета Зюддойче Цайтунґ вперше отримала дані з релізу з анонімного джерела 2015 року Після роботи над документами компанії «Mossack Fonseca» протягом року, директор МКЖР Жерар Райл описав, як офшорна фірма «допомагала компаніям і особам з податковими оазами, включаючи ті, які були санкціоновані США і Великою Британією для справ з президентом Сирії Башаром Асадом».
У 2017 році МКЖР випустило Райські папери — транскордонне, глобальне розслідування, яке розкриває офшорну діяльність деяких наймогутніших людей і компаній світу. Проєкт залучив 95 медіа-партнерів і опирався на 13,4 мільйона злитих файлів.
Одне із нещодавніх досліджень МКЖР — Файли FinCEN 2020 року, де йшлося про відмивання грошей в кількох глобальних фінансових установах.

## Історія
1997 року Центр громадської цілісності почав «збирати першу в світі робочу мережу провідних журналістів-розслідувачів». До 2000 року МКЖР складався з 75 журналістів-розслідувачів світового рівня у 39 країнах.
На початку листопада 2014 року розслідування МКЖР Люксембург-лікс виявило, що Люксембург під керівництвом прем'єр-міністра Жана-Клода Юнкера перетворився на великий європейський центр уникнення корпоративного податку.
У лютому 2015 року вебсайт МКЖР оприлюднив інформацію про банківські рахунки у Швейцарії під назвою Свісс-лікс: туманна готівка, захищена банківською таємницею, де йшлось про 100 тис. клієнтів та їх рахунки в банку HSBC.
У лютому 2017 року МКЖР виокремили у повністю незалежну організацію, якою нині керують три комітети: традиційна рада директорів з довірчою роллю; Консультативний комітет, що складається з попечителів; та Комітет мережі МКЖР.
У липні того ж року МКЖР отримав некомерційний статус від податкових органів США.
2017 року МКЖР, компанія Мак-Клечі та Маямі Гералд виграли Пулітцерівську премію за пояснювальну звітність за Панамські документи, серію історій, де використали співпрацю понад 300 репортерів на шести континентах для виявлення прихованої інфраструктури та глобального масштабу офшорних податків. Загалом МКЖР отримала понад 20 нагород за «Панамські документи».

## Глобальна тютюнова промисловість
З 2008 по 2011 рік МКЖР розслідувала глобальну тютюнову промисловість, відкриваючи, як компанія Філіп Морріс Інтернешнл та інші тютюнові компанії працювали, щоб нарощувати бізнес в Росії, Мексиці, Уругваї та Індонезії.

## Серійні розслідування про банківські офшори
МКЖР співпрацює з компаніями Ґардіан, Бі-Бі-Сі, Ле-Монд, Вашинґтон Пост, Зонтаґс Цайтунґ, Індіан Експрес, Зюддойче Цайтунґ та Норддойчер Рундфунк, щоб створити ряд розслідувань щодо офшорних банківських операцій. Вони повідомляли про корупцію в уряді по всьому світі, про схеми уникнення сплати податків, що використовуються багатими людьми, і про використання таємних офшорних рахунків у схемах Понці.
У червні 2011 року стаття МКЖР розкрила як австралійський бізнесмен допомагав своїм клієнтам легально реєструвати тисячі офшорних оболонок, «деякі з них пізніше були залучені у міжнародий рух нафти, зброї та грошей».
У квітні 2013 року звіт про розкриття деталей 130 тис. офшорних рахунків, власники яких здійснили міжнародне податкове шахрайство та звіт, що показав їх діяльність, назвали «Офшори-лікс» відповідно.
На початку 2014 року МКЖР виявив, що родичі політичної та фінансової еліти Китаю були серед тих, хто використовує офшорні податкові оази, щоб приховати статки.

### Панамські документи

Країни де є політики, державні посадовці або близькі співробітники, названі під час витоку інформації 15 квітня 2016 року

Газета Зюддойче Цайтунґ отримала набір документів з витоком інформації, що налічував 11.5 мільйона конфіденційних документів з секретного джерела, створеного панамським корпоративним постачальником послуг Mossack Fonseca. Так звані Панамські документи надавали детальну інформацію про більш ніж 214 тис. офшорних компаній, включаючи інформацію про особи акціонерів та директорів, серед яких державні чиновники, близькі родичі та наближені соратники різних глав урядів у понад 40 інших країнах. Через витік прем'єр-міністр Ісландії, Зігмундур Девід Ганлаугссон, був змушений піти у відставку 5 квітня 2016 року. До 4 квітня 2016 року більш ніж «107 медіа-організацій в 76 країнах» взяли участь в аналізі цих документів, у тому числі Панорама Бі-Бі-Сі та британська газета Ґардіан. На підставі розкриття Панамських паперів, Верховний Суд Пакистану створив Об'єднану слідчу групу для розслідування справи, і 28 липня 2017 року позбавив прем'єр-міністра Наваса Шарифа права займати будь-які публічні посади пожиттєво.
МКЖР та газета Зюддойче Цайтунґ отримали Панамські документи 2015 року й розіслали їх близько 400 журналістам у 107 медіа-організаціях у більш ніж 80 країнах. Перші інформаційні повідомлення засновані на наборі разом з 149 самими документами.
Згідно з Нью-Йорк таймз,
|  | Панамські документи виявляють бізнес, що процвітає у прогалинах і дірах міжнародних фінансів. Вони чітко вказують, що поліцейський контроль офшорних банківських та податкових оаз, а також шахраїв, які їх використовують, не може здійснюватися лише якоюсь однією країною. Втрата податкових надходжень є одним із наслідків цієї прихованої системи; ще небезпечнішою є її глибока шкода демократичному правлінню та регіональній стабільності, якщо у корумпованих політиків є місце, щоб приховати вкрадені національні активи від громадського погляду. Оригінальний текст (англ.) [T]he Panama Papers reveal an industry that flourishes in the gaps and holes of international finance. They make clear that policing offshore banking and tax havens and the rogues who use them cannot be done by any one country alone. Lost tax revenue is one consequence of this hidden system; even more dangerous is its deep damage to democratic rule and regional stability when corrupt politicians have a place to stash stolen national assets out of public view. |

### Райські папери

Країни з політиками, державними посадовцями або наближеними співробітниками, названі у витоку інформації 5 листопада 2017 року

2017 року німецька газета Зюддойче Цайтунґ отримала «кеш-пам'ять» з «13,4 мільйона файлів з витоком інформації» щодо податкових оаз, відому під назвою «Райські папери», що стосувалась Бермудського офшорного спеціаліста — компанії Епплбі, «однієї з найбільших в світі офшорних юридичних фірм». Файли їм передав МКЖР як і, зрештою, ще 95-ти ЗМІ". Вони показали, що багато податкових оаз, якими користується компанія «Епплбі», знаходяться на Кайманових островах, що є британською територією, яка «не стягує жодного корпоративного або особистого податку на прибуток з грошей, отриманих за межами її юрисдикції». «Райські папери» відкрили «офшорну діяльність деяких наймогутніших людей і компаній світу».

## Файли FinCEN
20 вересня 2020 року МКЖР опублікував Файли FinCEN — доповідь, де йшлося про відмивання грошей 2 трлн дол в кількох глобальних фінансових установах.

## Журналістика даних
У ході розслідувань «Панамських документів» та «Райських документів», перед МКЖР постав виклик, як вивчити та впровадити різні технології управління міжнародною співпрацею з терабайтами даних — структурованих та неструктурованих (наприклад, електронних листів, PDF-файлів), а також, як витягти з цих даних важливу інформацію. Серед технологій, що використовувалися, були системи керування графічними базами даних Neo4J та Linkurious для пошуку й візуалізації даних. До цих проєктів, що були пов'язані з великою кількістю даних, залучили не тільки досвідчених журналістів-слідчих, але й журналістів-фахівців з даних та програмістів.

## Популяризація контенту
МКЖР активно працює в соціальних мережах з вебсайтом, блогом під назвою «Global Muckraker», Facebook, Twitter, Google+ і каналом YouTube.

## Нагороди
МКЖР організував Відзнаки Деніела Перла за видатні міжнародні звіти з розслідувань, які присуджують щодва роки. Наразі нагороду не присуджують.